# Londense Schuldenovereenkomst

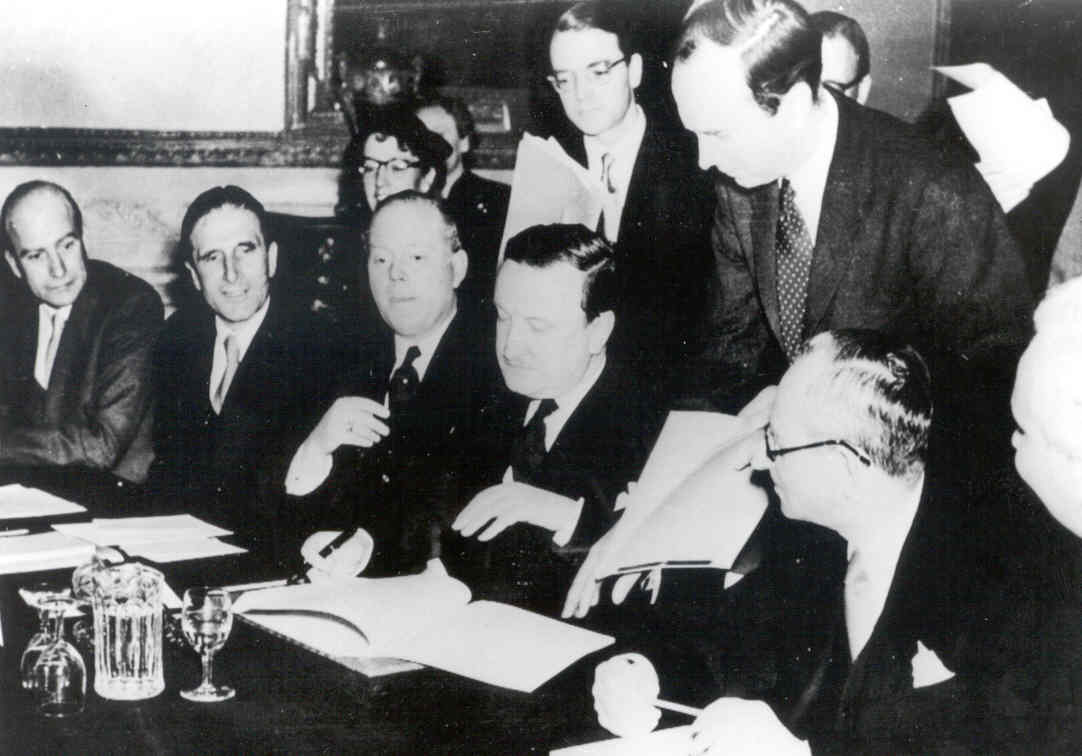
Hermann Josef Abs ondertekent de Londense Schuldenovereenkomst op 27 februari 1953.

Met de Londense Schuldenovereenkomst (Duits: Londoner Schuldenabkommen, ook wel Abkommen über deutsche Auslandsschulden), dat na langdurige onderhandelingen op 27 februari 1953 werd ondertekend en op 24 augustus 1953 geratificeerd, verklaarde de Bondsrepubliek Duitsland, delen van de vooroorlogse schulden (Vorkriegsschulden) te vereffenen. Er werd tevens overeengekomen dat ook de gedeeltelijke terugbetaling van naoorlogse schulden (Nachkriegsschulden) aan de drie westelijke bezettingsmachten hieraan werd gekoppeld. Het overeengekomen totaalbedrag kwam neer op 13,73 miljard Duitse mark en betrok hierbij de vorderingen van 70 staten, waarvan 21 als deelnemers aan de onderhandelingen en ondertekenaars van het verdrag rechtstreeks waren betrokken. De Oostbloklanden namen niet deel; de DDR deed geen betalingen. Er werd überhaupt geen rekening gehouden met de aanspraken van de Oostblokstaten op oorlogsschuldbetalingen van Duitsland.
Dankzij Hermann Josef Abs, het hoofd van de Duitse onderhandelaars, kon de Duitse delegatie een hoge schuldenkwijtschelding bekomen. Alle uitstaande vorderingen van herstelbetalingen werden in de Londense Schuldenovereenkomst uitgesteld totdat men een definitieve regeling hierover had bereikt (artikel 5 lid 2); gewoonlijk zouden ze daarmee tot aan het afsluiten van een vormelijk vredesverdrag – een letterlijke verwijzing hiernaar ontbreekt echter – worden uitgesteld, dat echter nooit werd gesloten: in 1990 werd het zogenaamde Twee-plus-Vier-verdrag "in plaats van een vredesverdrag" ("anstatt eines Friedensvertrages") ondertekend.
Tegelijkertijd werd het Verdrag van Luxemburg onderhandeld, waarin de terugbetaling van vermogenswaardes voor de vervolgden van het Nazi-regime werd overeengekomen. De ratificatie van de Londense Schuldenovereenkomst en het Verdrag van Luxemburg waren politieke voorwaarden, om het bezettingsstatuut  op te heffen en de soevereiniteit van de Bondsrepubliek te bewerkstelligen.

## Referentie
- Dit artikel of een eerdere versie ervan is een (gedeeltelijke) vertaling van het artikel Londoner Schuldenabkommen op de Duitstalige Wikipedia, dat onder de licentie Creative Commons Naamsvermelding/Gelijk delen valt. Zie de bewerkingsgeschiedenis aldaar.